# Kabinetfőtitkár

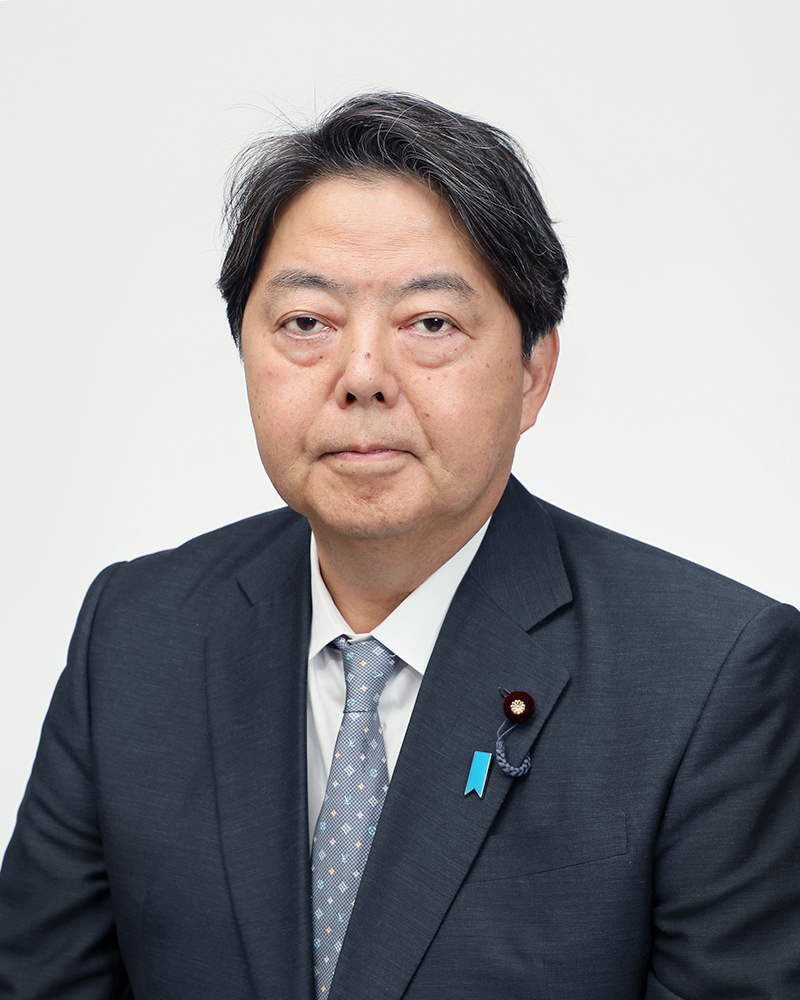
Hajasi Josimasza, a jelenlegi (2025) kabinetfőtitkár

Japánban a kabinetfőtitkár (内閣官房長官; naikaku kanbó csókan)  a kormány tagja, miniszter, aki a kormány titkárságát vezeti. A kabintfőtitkár a kormány szóvivője is. Irodája a miniszterelnöki hivatal ötödik emeletén található Tokióban. A poszt a jelenlegi formájában 1947. május 3-a óta létezik.
A jelenlegi (2025) kabinetfőtitkár Hajasi Josimasza, korábban külügyminiszter, aki 2023-ban foglalta el a posztot. A leghosszabban szolgaló kabinetfőtitkár Szuga Josihide korábbi miniszterelnök volt, 2012 és 2020 között töltötte be a tisztséget.